# João II do Congo
João II (Falecido em 1716) foi o manicongo (rei) do Reino do Congo em Lemba-Bula. Ele foi uma figura decisiva na guerra civil do reino do Congo.

## Biografia
João Nizuzi Antamba foi irmão e sucessor de Pedro III na região de Lemba-Bula. Ele herda as reivindicações á realeza congolesa. Ainda criança, quando seu irmão faleceu, sua mãe, Dona Potência assumiu o poder. João então esteve sob influência de sua irmão, Dona Helena. João II toma o condado de Soyo de António III Barreto da Silva na região de Quiva, situada entre o rio Impozo. Em 1684, João II, reivindicando o trono, ataca Quibango e tentar conquistá-lo, mas é contido pelas forças de Garcia III. Ele então luta mais uma vez sem sucesso contra Álvaro X em Quibango.
Entre 1687 e 1688, João II teve de enfrentar as reivindicações de Sebastião II em Lemba. Este foi um reclamante ao governo de Lemba e que almejava a reunificação do Congo, de acordo com o missionário Girolamo Mérolla de Sorrento.
João II foi fortemente apoiado como rei nas negociações de paz entre as candas em 1695. Entretanto ele se recusou a muitas das exigências, que incluíam a devolução de Quiva para o Condado de Soyo e ocupação e repovoação de São Salvador. Embora gozasse da simpatia e apoio da influente rainha Ana Afonso de Leão em Incondo, os eleitores se voltaram contra João após suas recusas e passaram a apoiar Pedro Afonso. Este último foi eleito rei em 1696 em São Salvador, mas teve de deixar a cidade no dia da coroação devido ao ataque de João II. Este último é solicitado por Dona Beatriz e os antonianos assumem a liderança, mas ele não dá seguimento ás suas propostas.
Em 15 de fevereiro de 1709, Pedro IV, á frente de um exercito encontra as tropas de Pedro Constantino da Silva que é morto. Em seguida, o exercito de João II e Pedro IV se chocam em Bula. Pedro IV vence a batalha no dia de São Francisco. Os Água Rosada reunificam o Congo em 1709. João II se refugiou em Lemba, onde morreu sem nunca reconhecer o governo unificado em 1716.